# Орлёнок (телестудия)
«Орлёнок» — детская телестудия при Центральном телевидении СССР.
Открыта 11 апреля 1970 года. В передачах студии проходили встречи советских пионеров с прославленными людьми страны — военачальниками, космонавтами, писателями, педагогами, выступали детские коллективы, проходили школу мастерства юные корреспонденты. Гостями юнкоров были дважды Герой Советского Союза Маршал Советского Союза В. И. Чуйков, дважды Герой Советского Союза лётчик-космонавт В. И. Севастьянов, детский писатель Анатолий Алексин и другие.
Телестудия выпускала также собственные фильмы и спектакли, которые имели огромный успех как у детей, так и у взрослой аудитории.
Адрес: Москва, ул. Шаболовка, 37.